# Lista de países por população

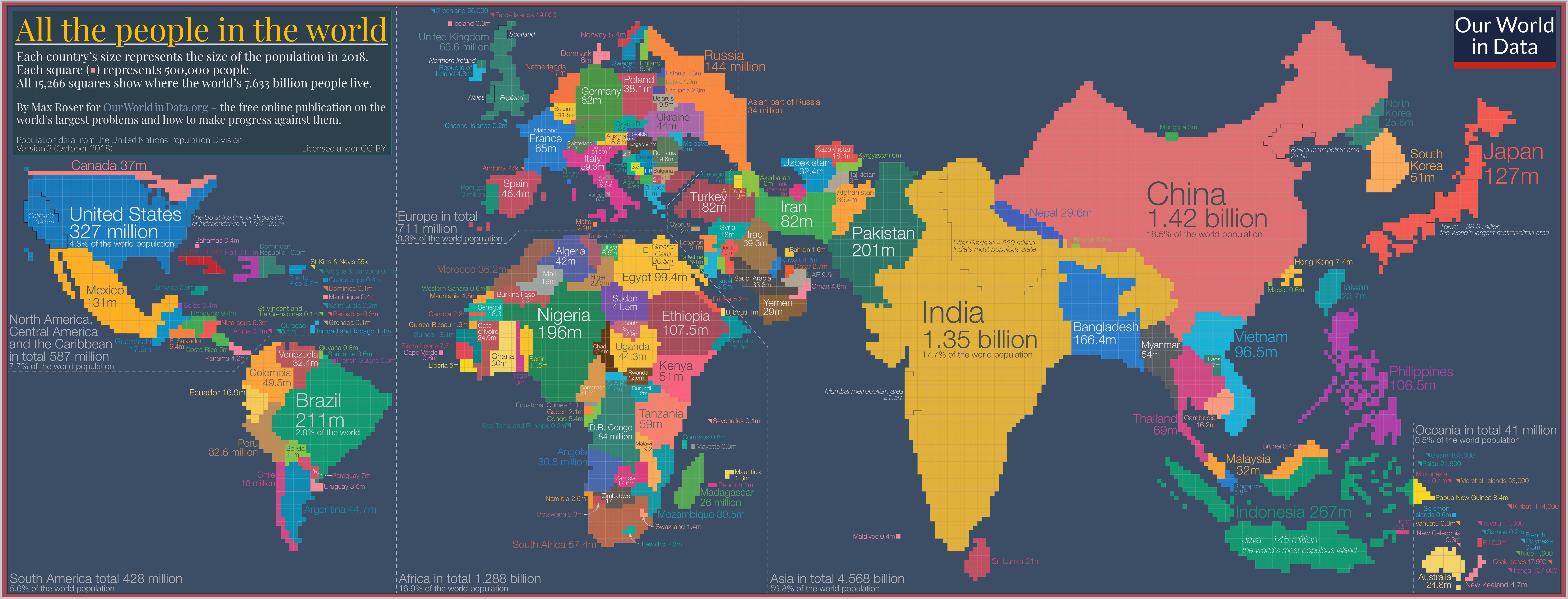
Mapa dos diferentes países por população em 2018. Cada quadrado representa 500.000 habitantes.

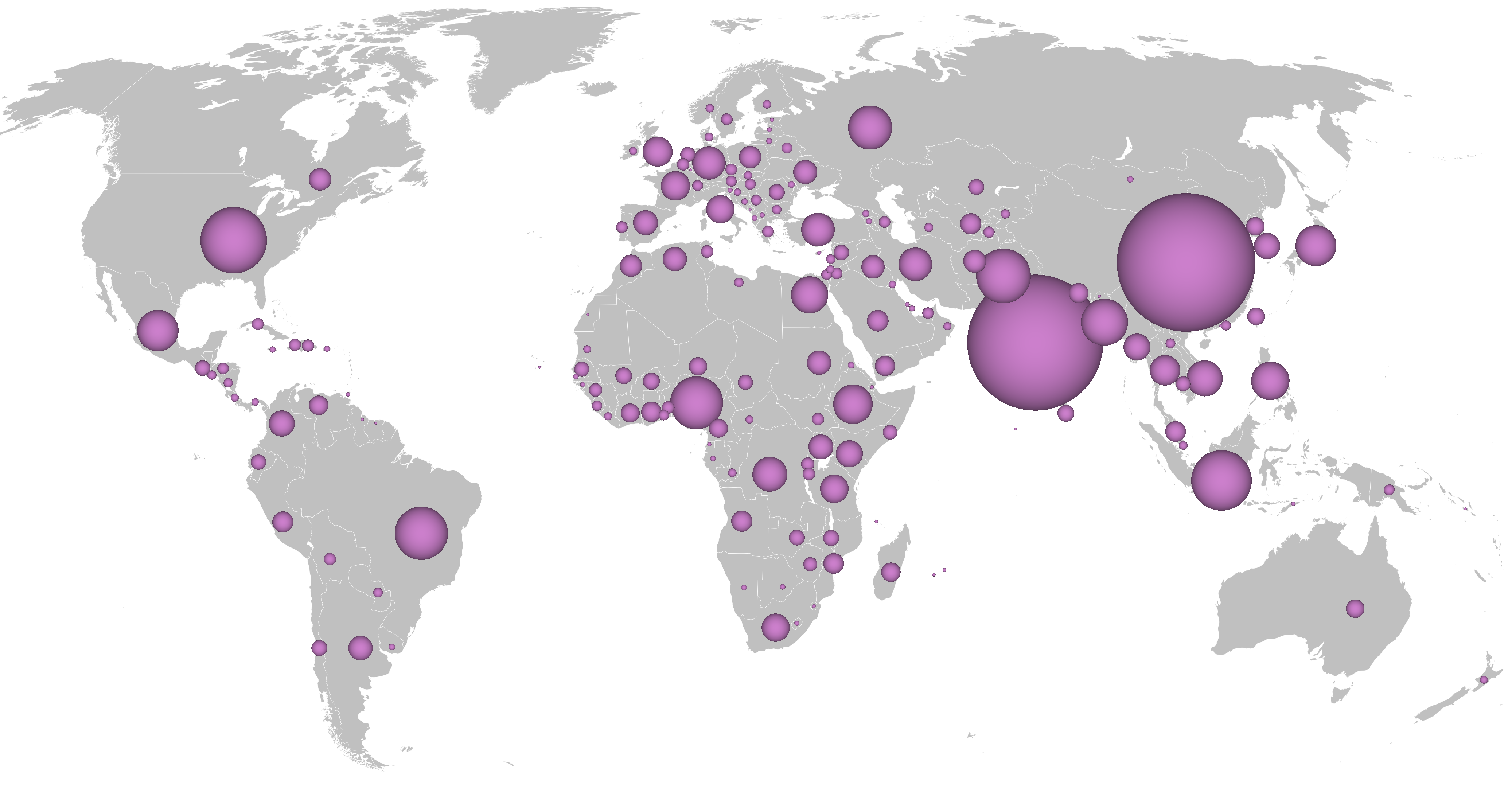
Países do mundo por população.

Esta é uma lista de países e territórios dependentes pela população, baseada na norma ISO 3166-1. A lista inclui os Estados soberanos, territórios dependentes habitados e, em alguns casos, países que fazem parte de Estados soberanos. O Reino Unido é considerado como uma entidade única nesta lista, enquanto os países constituintes do Reino dos Países Baixos são consideradas separadamente. De acordo com uma estimativa separada pelas Nações Unidas, a população mundial ultrapassou 7,9 bilhões em outubro de 2021. 

## Países
|         | Posição | País (ou território dependente)             | Estimativa da ONU | Crescimento desde a última estimativa | Estimativa Oficial       |
| ------- | ------- | ------------------------------------------- | ----------------- | ------------------------------------- | ------------------------ |
| Estável | 1       | Índia                                       | 1 417 492 000     | -12 692 000                           | Estimativa oficial       |
| Baixa   | 2       | China                                       | 1.407.934.000     | -1 390 000                            | Censo oficial            |
| Estável | 3       | Estados Unidos                              | 342.181.000       | -2 084 000                            | Censo oficial            |
| Estável | 4       | Indonésia                                   | 285.783.000       | +3 337 000                            | Estimativa oficial       |
| Estável | 5       | Paquistão                                   | 256 204 000       | +6 567 000                            | Estimativa oficial       |
| Aumento | 6       | Nigéria                                     | 236 213 000       | +6 458 000                            | Estimativa oficial       |
| Estável | 7       | Brasil                                      | 214 244 000       | +1 674 000                            | Estimativa oficial       |
| Estável | 8       | Bangladesh                                  | 177 567 000       | +2 618 000                            | Estimativa oficial       |
| Estável | 9       | Rússia                                      | 146 022 000       | -12 000                               | Estimativa oficial       |
| Aumento | 10      | México                                      | 131 013 000       | -966 000                              | Estimativa oficial       |
| Estável | 11      | Etiópia                                     | 125 092 825       | +42.268.093                           | Estimativa oficial       |
| Baixa   | 12      | Japão                                       | 124 127 899       | -3.028.326                            | Estimativa oficial       |
| Estável | 13      | Filipinas                                   | 109 581 078       |                                       | Estimativa oficial       |
| Estável | 14      | Egito                                       | 102 334 404       |                                       | Estimativa oficial       |
| Estável | 15      | Vietname                                    | 97 338 579        |                                       | Estimativa oficial       |
| Estável | 16      | República Democrática do Congo              | 105 823 799       |                                       | Estimativa oficial       |
| Aumento | 17      | Turquia                                     | 84 339 067        |                                       | Estimativa oficial       |
| Baixa   | 18      | Irã                                         | 83 992 949        |                                       | Estimativa oficial       |
| Estável | 19      | Alemanha                                    | 83 783 942        |                                       | Estimativa oficial       |
| Estável | 20      | Tailândia                                   | 69 799 978        |                                       | Estimativa oficial       |
|         | 21      | Reino Unido                                 | 69 505 718        |                                       | Estimativa oficial       |
|         | 22      | França                                      | 65 273 511        |                                       | Estimativa oficial       |
|         | 23      | Itália                                      | 60 461 826        |                                       | Estimativa oficial       |
|         | 24      | Tanzânia                                    | 59 734 218        |                                       | Estimativa oficial       |
|         | 25      | África do Sul                               | 59 308 690        |                                       | Estimativa oficial       |
|         | 26      | Myanmar                                     | 54 409 800        |                                       | Estimativa oficial       |
|         | 27      | Quénia                                      | 53 771 296        |                                       | Estimativa oficial       |
|         | 28      | Coreia do Sul                               | 51 269 185        |                                       | Estimativa oficial       |
|         | 29      | Colômbia                                    | 50 882 891        |                                       | Estimativa oficial       |
|         | 30      | Espanha                                     | 46 754 778        |                                       | Estimativa oficial       |
|         | 31      | Uganda                                      | 45 741 007        |                                       | Estimativa oficial       |
|         | 32      | Argentina                                   | 45 195 774        |                                       | Estimativa oficial       |
|         | 33      | Argélia                                     | 43 851 044        |                                       | Estimativa oficial       |
|         | 34      | Sudão                                       | 43 849 260        |                                       | Estimativa oficial       |
|         | 35      | Ucrânia                                     | 43 733 762        |                                       | Estimativa oficial       |
|         | 36      | Iraque                                      | 40 222 493        |                                       | Estimativa oficial       |
|         | 37      | Afeganistão                                 | 38 928 346        |                                       | Estimativa oficial       |
|         | 38      | Polónia                                     | 37 846 611        |                                       | Estimativa oficial       |
|         | 39      | Canadá                                      | 37 742 154        |                                       | Estimativa oficial       |
|         | 40      | Angola                                      | 36 996 710        |                                       | Estimativa oficial       |
|         | 41      | Marrocos                                    | 36 910 560        |                                       | Estimativa oficial       |
|         | 42      | Arábia Saudita                              | 34 112 871        |                                       | Estimativa oficial       |
|         | 43      | Malásia                                     | 34 112 440        |                                       | Estimativa oficial       |
|         | 44      | Uzbequistão                                 | 33 469 203        |                                       | Estimativa oficial       |
|         | 45      | Peru                                        | 32 971 854        |                                       | Estimativa oficial       |
|         | 46      | Moçambique                                  | 31 255 435        |                                       | Estimativa oficial       |
|         | 47      | Gana                                        | 31 072 940        |                                       | Estimativa oficial       |
|         | 48      | Iémen                                       | 29 825 968        |                                       | Estimativa oficial       |
|         | 49      | Nepal                                       | 29 136 808        |                                       | Estimativa oficial       |
|         | 50      | Venezuela                                   | 28 435 940        |                                       | Estimativa oficial       |
|         | 51      | Madagascar                                  | 27 691 018        |                                       | Estimativa oficial       |
|         | 52      | Camarões                                    | 26 545 864        |                                       | Estimativa oficial       |
|         | 53      | Costa do Marfim                             | 26 378 274        |                                       | Estimativa oficial       |
|         | 54      | Coreia do Norte                             | 25 778 816        |                                       | Estimativa oficial       |
|         | 55      | Austrália                                   | 25 499 884        |                                       | Estimativa oficial       |
|         | 56      | Níger                                       | 24 206 644        |                                       | Estimativa oficial       |
|         | –       | Taiwan                                      | 23 816 775        |                                       | Estimativa oficial       |
|         | 57      | Sri Lanka                                   | 21 413 249        |                                       | Estimativa oficial       |
|         | 58      | Burquina Fasso                              | 20 903 273        |                                       | Estimativa oficial       |
|         | 59      | Mali                                        | 20 250 833        |                                       | Estimativa oficial       |
|         | 60      | Roménia                                     | 19 237 691        |                                       | Estimativa oficial       |
|         | 61      | Malawi                                      | 19 129 952        |                                       | Estimativa oficial       |
|         | 62      | Chile                                       | 19 116 201        |                                       | Estimativa oficial       |
|         | 63      | Cazaquistão                                 | 18 776 707        |                                       | Estimativa oficial       |
|         | 64      | Zâmbia                                      | 18 383 955        |                                       | Estimativa oficial       |
|         | 65      | Guatemala                                   | 17 915 568        |                                       | Estimativa oficial       |
|         | 66      | Equador                                     | 17 643 054        |                                       | Estimativa oficial       |
|         | 67      | Síria                                       | 17 500 657        |                                       | Estimativa oficial       |
|         | 68      | Países Baixos                               | 17 134 872        |                                       | Estimativa oficial       |
|         | 69      | Senegal                                     | 16 743 927        |                                       | Estimativa oficial       |
|         | 70      | Camboja                                     | 16 718 965        |                                       | Estimativa oficial       |
|         | 71      | Chade                                       | 16 425 864        |                                       | Estimativa oficial       |
|         | 72      | Somália                                     | 15 893 222        |                                       | Estimativa oficial       |
|         | 73      | Zimbabwe                                    | 14 862 924        |                                       | Estimativa oficial       |
|         | 74      | Guiné                                       | 13 132 795        |                                       | Estimativa oficial       |
|         | 75      | Ruanda                                      | 12 952 218        |                                       | Estimativa oficial       |
|         | 76      | Benim                                       | 12 123 000        |                                       | Estimativa oficial       |
|         | 77      | Burundi                                     | 11 890 784        |                                       | Estimativa oficial       |
|         | 78      | Tunísia                                     | 11 818 619        |                                       | Estimativa oficial       |
|         | 79      | Bolívia                                     | 11 673 021        |                                       | Estimativa oficial       |
|         | 80      | Bélgica                                     | 11 589 623        |                                       | Estimativa oficial       |
|         | 81      | Haiti                                       | 11 402 528        |                                       | Estimativa oficial       |
|         | 82      | Cuba                                        | 11 326 616        |                                       | Estimativa oficial       |
|         | 83      | Sudão do Sul                                | 11 193 725        |                                       | Estimativa oficial       |
|         | 84      | República Dominicana                        | 10 847 910        |                                       | Estimativa oficial       |
|         | 85      | Grécia                                      | 10 768 477        |                                       | Estimativa oficial       |
|         | 86      | Chéquia                                     | 10 708 981        |                                       | Estimativa oficial       |
|         | 87      | Portugal                                    | 10 467 366        | -227.376                              | Censo oficial            |
|         | 88      | Jordânia                                    | 10 203 134        |                                       | Estimativa oficial       |
|         | 89      | Azerbaijão                                  | 10 139 177        |                                       | Estimativa oficial       |
|         | 90      | Suécia                                      | 10 099 265        |                                       | Estimativa oficial       |
|         | 91      | Honduras                                    | 9 904 607         |                                       | Estimativa oficial       |
|         | 92      | Emirados Árabes Unidos                      | 9 890 402         |                                       | Estimativa oficial       |
|         | 93      | Hungria                                     | 9 660 351         |                                       | Estimativa oficial       |
|         | 94      | Tajiquistão                                 | 9 537 645         |                                       | Estimativa oficial       |
|         | 95      | Bielorrússia                                | 9 449 323         |                                       | Estimativa oficial       |
|         | 96      | Áustria                                     | 9 006 398         |                                       | Estimativa oficial       |
|         | 97      | Papua-Nova Guiné                            | 8 947 024         |                                       | Estimativa oficial       |
|         | 98      | Israel                                      | 8 655 535         |                                       | Estimativa oficial       |
|         | 99      | Suíça                                       | 8 654 622         |                                       | Estimativa oficial       |
|         | 100     | Togo                                        | 8 278 724         |                                       | Estimativa oficial       |
|         | 101     | Serra Leoa                                  | 7 976 983         |                                       | Estimativa oficial       |
|         | –       | Hong Kong (China)                           | 7 496 981         |                                       | Estimativa oficial       |
|         | 102     | Laos                                        | 7 275 560         |                                       | Estimativa oficial       |
|         | 103     | Bulgária                                    | 6 948 445         |                                       | Estimativa oficial       |
|         | 104     | Sérvia                                      | 6 926 705         |                                       | Estimativa oficial       |
|         | 105     | Líbia                                       | 6 871 292         |                                       | Estimativa oficial       |
|         | 106     | Líbano                                      | 6 825 445         |                                       | Estimativa oficial       |
|         | 107     | Nicarágua                                   | 6 624 554         |                                       | Estimativa oficial       |
|         | 108     | Quirguistão                                 | 6 524 195         |                                       | Estimativa oficial       |
|         | 109     | El Salvador                                 | 6 486 211         |                                       | Estimativa oficial       |
|         | 110     | Paraguai                                    | 6 109 644         |                                       | Censo oficial            |
|         | 111     | Turquemenistão                              | 6 031 200         |                                       | Estimativa oficial       |
|         | 112     | Singapura                                   | 5 850 342         |                                       | Estimativa oficial       |
|         | 113     | Dinamarca                                   | 5 792 202         |                                       | Estimativa oficial       |
|         | 114     | Finlândia                                   | 5 540 720         |                                       | Estimativa oficial       |
|         | 115     | Congo                                       | 5 518 087         |                                       | Estimativa oficial       |
|         | 116     | Eslováquia                                  | 5 459 642         |                                       | Estimativa oficial       |
|         | 117     | Noruega                                     | 5 421 241         |                                       | Estimativa oficial       |
|         | 118     | Omã                                         | 5 106 626         |                                       | Estimativa oficial       |
|         | 119     | Palestina                                   | 5 101 414         |                                       | Estimativa oficial       |
|         | 120     | Costa Rica                                  | 5 094 118         |                                       | Estimativa oficial       |
|         | 121     | Libéria                                     | 5 057 681         |                                       | Estimativa oficial       |
|         | 122     | Irlanda                                     | 4 937 786         |                                       | Estimativa oficial       |
|         | 123     | República Centro-Africana                   | 4 829 767         |                                       | Estimativa oficial       |
|         | 124     | Nova Zelândia                               | 4 822 233         |                                       | Estimativa oficial       |
|         | 125     | Mauritânia                                  | 4 649 658         |                                       | Estimativa oficial       |
|         | 126     | Panamá                                      | 4 314 897         |                                       | Estimativa oficial       |
|         | 127     | Kuwait                                      | 4 270 571         |                                       | Estimativa oficial       |
|         | 128     | Croácia                                     | 4 105 267         |                                       | Estimativa oficial       |
|         | 129     | Geórgia                                     | 3 989 167         |                                       | Estimativa oficial       |
|         | 130     | Eritreia                                    | 3 546 421         |                                       | Estimativa oficial       |
|         | 131     | Uruguai                                     | 3 473 730         |                                       | Estimativa oficial       |
|         | 132     | Bósnia e Herzegovina                        | 3 280 819         |                                       | Estimativa oficial       |
|         | 133     | Mongólia                                    | 3 278 290         |                                       | Estimativa oficial       |
|         | 134     | Arménia                                     | 2 963 243         |                                       | Estimativa oficial       |
|         | 135     | Jamaica                                     | 2 961 167         |                                       | Estimativa oficial       |
|         | 136     | Catar                                       | 2 881 053         |                                       | Estimativa oficial       |
|         | 137     | Albânia                                     | 2 877 797         |                                       | Estimativa oficial       |
|         | –       | Porto Rico (Estados Unidos)                 | 2 860 853         |                                       | Estimativa oficial       |
|         | 138     | Lituânia                                    | 2 722 289         |                                       | Estimativa oficial       |
|         | 139     | Moldávia                                    | 2 640 438         |                                       | Estimativa oficial       |
|         | 140     | Namíbia                                     | 2 540 905         |                                       | Estimativa oficial       |
|         | 141     | Gâmbia                                      | 2 416 668         |                                       | Estimativa oficial       |
|         | 142     | Botswana                                    | 2 351 627         |                                       | Estimativa oficial       |
|         | 143     | Gabão                                       | 2 225 734         |                                       | Estimativa oficial       |
|         | 144     | Lesoto                                      | 2 142 249         |                                       | Estimativa oficial       |
|         | 145     | Macedónia do Norte                          | 2 083 374         |                                       | Estimativa oficial       |
|         | 146     | Eslovénia                                   | 2 078 938         |                                       | Estimativa oficial       |
|         | 147     | Guiné-Bissau                                | 1 968 001         |                                       | Estimativa oficial       |
|         | 148     | Letónia                                     | 1 886 198         |                                       | Estimativa oficial       |
|         | –       | Kosovo                                      | 1 795 666         |                                       | Estimativa oficial       |
|         | 149     | Bahrein                                     | 1 701 575         |                                       | Estimativa oficial       |
|         | 150     | Guiné Equatorial                            | 1 402 985         |                                       | Estimativa oficial       |
|         | 151     | Trindade e Tobago                           | 1 399 488         |                                       | Estimativa oficial       |
|         | 152     | Estónia                                     | 1 326 335         |                                       | Estimativa oficial       |
|         | 153     | Timor-Leste                                 | 1 318 445         |                                       | Estimativa oficial       |
|         | 154     | Maurícia                                    | 1 271 768         |                                       | Estimativa oficial       |
|         | 155     | Eswatini                                    | 1 160 164         |                                       | Estimativa oficial       |
|         | 156     | Djibouti                                    | 988 000           |                                       | Estimativa oficial       |
|         | 157     | Chipre                                      | 900 432           |                                       | Estimativa oficial       |
|         | 158     | Fiji                                        | 896 445           |                                       | Estimativa oficial       |
|         | –       | Reunião (França)                            | 895 312           |                                       | Estimativa Oficial       |
|         | 159     | Comores                                     | 869 601           |                                       | Estimativa oficial       |
|         | 160     | Guiana                                      | 786 552           |                                       | Estimativa oficial       |
|         | 161     | Butão                                       | 771 608           |                                       | Estimativa oficial       |
|         | 162     | Ilhas Salomão                               | 686 884           |                                       | Estimativa oficial       |
|         | –       | Macau (China)                               | 649 335           |                                       | Estimativa oficial       |
|         | 163     | Montenegro                                  | 649 335           |                                       | Estimativa oficial       |
|         | 164     | Luxemburgo                                  | 625 978           |                                       | Estimativa oficial       |
|         | –       | Saara Ocidental (Marrocos)                  | 597 341           |                                       | Estimativa oficial       |
|         | 165     | Suriname                                    | 586 632           |                                       | Estimativa oficial       |
|         | 166     | Cabo Verde                                  | 555 987           |                                       | Estimativa oficial       |
|         | 167     | Maldivas                                    | 540 544           |                                       | Estimativa oficial       |
|         | 168     | Malta                                       | 441 543           |                                       | Estimativa oficial       |
|         | –       | Transnístria (Moldávia)                     | 469 000           |                                       | Estimativa oficial       |
|         | 169     | Brunei                                      | 437 479           |                                       | Estimativa oficial       |
|         | –       | Guadalupe (França)                          | 400 124           |                                       | Estimativa Oficial       |
|         | 170     | Belize                                      | 397 628           |                                       | Estimativa oficial       |
|         | 171     | Bahamas                                     | 393 244           |                                       | Estimativa oficial       |
|         | –       | Martinica (França)                          | 375 265           |                                       | Estimativa Oficial       |
|         | –       | República Turca de Chipre do Norte (Chipre) | 351 965           |                                       | Estimativa oficial       |
|         | 172     | Islândia                                    | 341 243           |                                       | Estimativa oficial       |
|         | 173     | Vanuatu                                     | 307 145           |                                       | Estimativa oficial       |
|         | –       | Guiana Francesa (França)                    | 298 682           |                                       | Estimativa oficial       |
|         | 174     | Barbados                                    | 287 375           |                                       | Estimativa oficial       |
|         | –       | Nova Caledônia (França)                     | 285 498           |                                       | Estimativa oficial       |
|         | –       | Polinésia Francesa (França)                 | 280 908           |                                       | Estimativa oficial       |
|         | –       | Mayotte (França)                            | 272 815           |                                       | Estimativa oficial       |
|         | –       | Abecásia (Geórgia)                          | 245 424           |                                       | Estimativa oficial       |
|         | 175     | São Tomé e Príncipe                         | 219 159           |                                       | Estimativa oficial       |
|         | 176     | Samoa                                       | 198 414           |                                       | Estimativa oficial       |
|         | 177     | Santa Lúcia                                 | 183 627           |                                       | Estimativa oficial       |
|         | –       | Guam (Estados Unidos)                       | 168 775           |                                       | Estimativa oficial       |
|         | –       | Curaçau (Países Baixos)                     | 164 093           |                                       | Estimativa oficial       |
|         | 178     | Kiribati                                    | 119 449           |                                       | Estimativa oficial       |
|         | 179     | Micronésia                                  | 114 419           |                                       | Estimativa oficial       |
|         | 180     | Granada                                     | 110 000           |                                       | Estimativa oficial       |
|         | –       | Aruba (Países Baixos)                       | 106 537           |                                       | Estimativa oficial       |
|         | 181     | Tonga                                       | 106 017           |                                       | Estimativa oficial       |
|         | –       | U.S. Ilhas Virgens (Estados Unidos)         | 106 988           |                                       | Estimativa oficial       |
|         | 182     | São Vicente e Granadinas                    | 104 332           |                                       | Estimativa oficial       |
|         | –       | Jersey (Reino Unido)                        | 103 267           |                                       | Estimativa oficial       |
|         | 183     | Seicheles                                   | 99 258            |                                       | Estimativa oficial       |
|         | 184     | Antígua e Barbuda                           | 93 219            |                                       | Estimativa oficial       |
|         | –       | Ilha de Man (Reino Unido)                   | 84 263            |                                       | Estimativa oficial       |
|         | 185     | Andorra                                     | 79 034            |                                       | Estimativa oficial       |
|         | 186     | Domínica                                    | 72 412            |                                       | Estimativa oficial       |
|         | –       | Ilhas Cayman (Reino Unido)                  | 68 136            |                                       | Estimativa oficial       |
|         | –       | Guernsey (Reino Unido)                      | 67 462            |                                       | Estimativa oficial       |
|         | -       | Bermudas (Reino Unido)                      | 63 867            |                                       | Estimativa oficial       |
|         | –       | Gronelândia (Dinamarca)                     | 56 653            |                                       | Estimativa oficial       |
|         | –       | Ossétia do Sul (Geórgia)                    | 53 532            |                                       | Estimativa oficial       |
|         | –       | Ilhas Faroe (Dinamarca)                     | 52 889            |                                       | Estimativa oficial       |
|         | –       | Marianas Setentrionais (Estados Unidos)     | 49 481            |                                       | Estimativa oficial       |
|         | 187     | São Cristóvão e Nevis                       | 47 606            |                                       | Estimativa oficial       |
|         | –       | Ilhas Turks e Caicos (Reino Unido)          | 45 114            |                                       | Estimativa oficial       |
|         | –       | Samoa Americana (Estados Unidos)            | 45 035            |                                       | Estimativa oficial       |
|         | –       | São Martinho (Países Baixos)                | 42 876            |                                       | Estimativa oficial       |
|         | 188     | Ilhas Marshall                              | 42 050            |                                       | Estimativa oficial       |
|         | 189     | Liechtenstein                               | 39 039            |                                       | Estimativa oficial       |
|         | 190     | Mónaco                                      | 36 686            |                                       | Estimativa oficial       |
|         | 191     | San Marino                                  | 35 745            |                                       | Estimativa oficial       |
|         | –       | Gibraltar (Reino Unido)                     | 32 679            |                                       | Estimativa oficial       |
|         | -       | São Martinho (França)                       | 31 948            |                                       | Estimativa oficial       |
|         | –       | Ilhas Virgens Britânicas (Reino Unido)      | 30 122            |                                       | Estimativa oficial       |
|         | –       | Bonaire (Países Baixos)                     | 20 104            |                                       | Estimativa oficial       |
|         | 192     | Palau                                       | 18 024            |                                       | Estimativa oficial       |
|         | –       | Ilhas Cook                                  | 17 849            |                                       | Estimativa oficial       |
|         | –       | Wallis e Futuna (França)                    | 15 997            |                                       | Estimativa oficial       |
|         | –       | Anguila (Reino Unido)                       | 15 793            |                                       | Estimativa oficial       |
|         | 193     | Nauru                                       | 12 511            |                                       | Estimativa oficial       |
|         | 194     | Tuvalu                                      | 11 204            |                                       | Estimativa oficial       |
|         | –       | São Bartolomeu (França)                     | 9 139             |                                       | Estimativa oficial       |
|         | –       | Santa Helena (território) do Reino Unido)   | 6 158             |                                       | Estimativa oficial       |
|         | –       | São Pedro e Miquelão (França)               | 5 816             |                                       | Estimativa oficial       |
|         | –       | Montserrat (Reino Unido)                    | 5 087             |                                       | Estimativa oficial       |
|         | –       | Ilhas Malvinas (Reino Unido)                | 3 978             |                                       | Estimativa oficial       |
|         | –       | Santo Eustáquio (Países Baixos)             | 3 879             |                                       | Estimativa Oficial       |
|         | –       | Território Britânico do Oceano Índico (UK)  | 3 000             |                                       | Estimativa oficial       |
|         | –       | Ilha Norfolk (Austrália)                    | 2 169             |                                       | Estimativa oficial       |
|         | –       | Ilha Christmas (Austrália)                  | 1 996             |                                       | Estimativa oficial       |
|         | –       | Saba (Países Baixos)                        | 1 933             |                                       | Estimativa oficial       |
|         | –       | Niue                                        | 1 626             |                                       | CIA World Factbook       |
|         | –       | Tokelau (NZ)                                | 1 411             |                                       | Final Estimativa oficial |
|         | –       | Ilha de Ascensão (Reino Unido)              | 1 100             |                                       | Estimativa oficial       |
|         | 195     | Vaticano                                    | 879               |                                       | Estimativa oficial       |
|         | –       | Ilhas Cocos (Keeling) (Austrália)           | 605               |                                       | Estimativa oficial       |
|         | –       | Tristão da Cunha (Reino Unido)              | 264               |                                       | Estimativa oficial       |
|         | –       | Ilhas Pitcairn (Reino Unido)                | 67                |                                       | Estimativa oficial       |